# کوئوکا
کوئوکا (نام علمی: Setonix brachyurus) کیسه‌داری از تیره درازپایان است که تنها عضو سرده Setonix از این تیره به‌شمار می‌رود. این پستاندار جثه‌ای کوچک به اندازه یک گربه خانگی دارد و همچون دیگر اعضای تیره درازپایان، گیاه‌خوار و اغلب شب‌زی است.

## توصیف ظاهری
کوئوکا دارای بدنی گرد و جمع است و پوست بدنش بلند، زبر، و فشرده. رنگ خز آن قهوه‌ای با نقطه‌های قرمز به دور گوش و گونه ها است. گوش‌ها به شکل عجیبی کوتاهند و دم  آنها قطور و دراز است.
وزن یک کوئوکا بالغ میان ۵–۲٫۷ کیلوگرم در نرها و ۴–۲٫۷ کیلوگرم است. دودیسی جنسی در جنس‌ها دیده نمی‌شود و نر و ماده همانند هم هستند.
کوئوکا ها جزو حیواناتی هستند که از انسان‌ها نمی‌ترسند و ظاهری همیشه خندان دارند از این رو به سوژه عکاسان تبدیل شده‌اند.

## گستره پراکندگی
کوئوکاها را می‌توان در جزایر کوچک نزدیک به کرانه استرالیای غربی، به ویژه جزیره راتنست در نزدیکی پرت یافت. گروه کوچکی از آن‌ها در ناحیه‌ای حفاظت‌شده تو پیپلز بی در کنار کانگوروهای خرگوشی گیلبرت زندگی می‌کند.